# Ана Буквић Ивковић
Ана Буквић Ивковић (Суботица, 22. јун 1947 – Суботица, 13. јануар 2016) била је српска сликарка, која је свој животни и радни век провела у свом родном месту, Суботици.

## Биографија
Ана Буквић Ивковић је била најмлађе дете оца Андрије и мајке Катице. Основну школу и гимназију завршава у Суботици, да би 1966. отишла за Београд где упоредо уписује Филолошки факултет и Академију за ликовне уметности. Након зимског семестра напушта Одсек југословенске књижевности, трајно се опредељујући за сликарство.
Академију ликовних уметности и постдипломске студије завршава 1973. у Београду у класи проф. Младена Србиновића. Исте године добитник је студентске награде за сликарство и мозаик из фонда Бете и Ристе Вукановић.
Године 1974. има своје прве самосталне изложбе у Суботици, Бачкој Тополи и Сомбору, а затим и у Зрењанину 1975.
Крајем јуна 1975. удаје се за Божидара Ивковића, професора историје у Новом Саду. У Новом Саду самостално излаже 1978.
На јесен 1980. са породицом се враћа у Суботицу. Године 1983, у организацији њене сестре Жиц Марице, у Бихаћу одржава једну од њених најуспешнијих самосталних изложби.
Након тешке и кратке болести, у својој 69. години, умире у свом родном граду где је и сахрањена.

## Галерија
- Инцидент
- Успон и пад, успон и пад...
- Стагнација
- Фотографија уручене награде „Др.Ференц Бодрогвари” за 1986.
- Фотографија уручене награде „Др.Ференц Бодрогвари” за 2000. годину

## Признања
- 1973. Студентске награде за сликарство и мозаик из фонда Бете и Ристе Вукановић,
- 1986. Награде града Суботице „Др.Ференц Бодрогвари”
- 1998. Награда „Про урбе” града Суботице,
- 2000. Награде града Суботице „Др.Ференц Бодрогвари”